# Nixe joernensis
Nixe joernensis is een haft uit de familie Heptageniidae. De wetenschappelijke naam van de soort is voor het eerst geldig gepubliceerd in 1909 door Bengtsson.
De soort komt voor in het Palearctisch gebied.